# Socos d'Eubée
Pour les articles homonymes, voir Socos (homonyme).
Dans la mythologie grecque, Socos, ou Socus pour les latins, est le père des Corybantes d'Eubée. Son nom est également mentionné par Hésychios d'Alexandrie sous la forme Sochus (en grec ancien Σωχός).

## Famille
Socos est marié avec la naïade Combé (en), une fille du dieu fleuve Asopos par laquelle il devient le père des sept Corybantes (Prymneus, Mimas, Acmon, Damneus, Ocythous, Idaeus, Mélissé). 

## Mythologie
Dans les Dionysiaques de Nonnos, Socos est marié avec la nymphe Combé, de leur union naissant les sept Corybantes. Socos expulsa sa femme et ses fils de l'île d'Eubée où tous habitaient, ceux-ci se réfugiant d'abord à Cnossos puis à Athènes. Il fut finalement tué par Cécrops, premier roi d'Athènes.